# Queerbaiting
Le queerbaiting (littéralement « l'appât à queer ») peut être défini comme une pratique utilisée par des scénaristes ou des producteurs de médias pour attirer l'attention d'une audience queer via « des allusions, des blagues et des symboles homo-érotiques suggérant une relation non-hétérosexuelle entre deux personnages, qui est par la suite réfutée et dénigrée. »
Le terme semble avoir été utilisé dans différents contextes avec des définitions variées, mais son usage courant a été largement diffusé par des communautés de fans sur Internet. Son utilisation reste cependant très discutée puisqu'elle semble parfois reposer sur la subjectivité du spectateur.

## Origine du terme
Dans sa thèse, Emma Nordin replace l'utilisation du terme queerbaiting avant l'ère Internet dans un contexte de répression de l'homosexualité. En effet, il a notamment été utilisé par Lawrence Goldyn en 1981 pour décrire l'abus verbal et la rhétorique discriminatoire dont étaient victimes les homosexuels dans certains procès aux États-Unis. Plus récemment, Nadine Hubbs utilise ce terme en le comparant au red-baiting pour décrire les tentatives d'exposer et de purger les homosexuels aux États-Unis durant les années 1950 et 1960.
Ainsi, dans ces contextes là, le queerbaiting est connoté de manière négative et qualifie des comportements homophobes et les persécutions subies par la communauté LGBT.
Cependant, ce terme a été repris sur Internet par les communautés de fans (ou fandoms) pour qualifier la pratique intentionnelle des producteurs « d'inciter un spectateur à regarder [un programme] sous prétexte qu'il aurait un contenu queer », représentant ainsi le « vol d'une représentation, l'exploitation d'une communauté et une expression d'homophobie et d'hétérosexisme. »

## Culture «fan» et communauté LGBT

### Relations entre fans et producteurs
La multiplication des plateformes sociales (Twitter, Tumblr, Instagram, Facebook…) permet aujourd'hui aux fans de communiquer facilement avec les producteurs d'un média. Ces producteurs s'engagent de plus en plus dans les discussions de fans, et notamment dans le slash autour de leur œuvre. La slash fiction est un type de fan-fiction plaçant deux personnages du même sexe issus d'un film ou d'une série télévisée dans une relation romantique. Ces personnages sont le plus souvent des hommes cis-genres interprétés comme gays/bisexuels alors qu'ils ne sont à priori pas dans le texte source,. En ce sens, le slash a été décrit comme un moyen de lutter contre les stéréotypes de genre et de sexualité en remplaçant la vision hétéronormale de l’œuvre source par une interprétation queer des relations entre les personnages,.
Le queerbaiting naîtrait donc de la communication étroite entre les fans et les producteurs d'un média, qui permettrait aux producteurs d'utiliser le sous-texte pour jouer sur les attentes de ces fans via des sous-entendus et des clins d’œil, mais sans jamais avoir l'intention de représenter réellement une relation queer dans leur œuvre,. Par conséquent, le queerbaiting ne reposerait pas sur une contradiction entre les attentes des fans et les intentions des producteurs, mais sur l’ambiguïté volontaire d'interprétation du texte.

### Déni de représentation queer
C'est dans ce contexte d’ambiguïté d'interprétation que le queerbaiting est considéré comme intrinsèquement homophobe et hétérosexiste par de nombreux fans.
Cette critique provient du fait que les représentations de personnages LGBT sont peu nombreuses dans les médias (4,8 % en 2016), et que les personnes désirant cette représentation sont facilement attirées par le queerbaiting. Il serait un moyen d'exploiter une audience LGBT tout en ne perdant pas les spectateurs qui seraient repoussés par une relation non-hétérosexuelle.
En utilisant des allusions et sous-entendus homo-érotiques sans jamais aborder le sujet de manière explicite, le queerbaiting renierait par conséquent une vraie représentation LGBT et serait néfaste pour la visibilité de cette communauté.

## Critiques et subjectivité d'interprétation
Le queerbaiting est encore peu référencé d'un point de vue académique, notamment par la difficulté d'étudier un terme majoritairement utilisé dans les fandoms et réseaux sociaux. Sa définition est par conséquent sujette à débats, la principale critique étant sa subjectivité.
Dr Joseph Brennan, professeur en Médias et Communications à l'université de Sydney, admet que le queerbaiting est une stratégie employée par les producteurs, mais que son utilisation devrait être plus vue comme une célébration, un jeu, une « opportunité [pour les spectateurs] de rendre plus évident ce qui est simplement suggéré » dans le texte initial en le recodant selon leur interprétation. Il encourage à reconnaître que les spectateurs sont capables de s'engager et d'apprécier les réinterprétations queer d'un média sans pour autant être blessés ou se sentir exploités. Pour illustrer son propos, Brennan met le queerbaiting en parallèle avec le HoYay! (« Homosexuals Yay! »), un terme plus ancien utilisé dans les fandoms pour qualifier l'aspect homo-érotique d'une relation entre deux personnages masculins, qui est passé d'un moyen de décrire des « regards et contacts pleins de désirs » à un « point de vue activement recherché par des fans. »
En ce sens, les deux termes définissent les mêmes concepts mais ne sont pas connotés de la même manière, d'où l'importance temporelle de leur utilisation comme relevée par Emma Nordin: « Ceux qui accusent les producteurs de queerbaiting au 21e siècle sont les mêmes qui défendent les séries des années 1990, parce qu'ils considèrent qu'elles ont été produites dans des circonstances qui n'autorisaient pas les représentations queer. »
Dans sa thèse, Nordin analyse de nombreux témoignages de fans et soulève plusieurs points pouvant remettre en cause les accusations de queerbaiting dans certains cas, par exemple :
- Lorsqu'il est utilisé pour qualifier le traitement d'un couple non-hétérosexuel qui va être mis en avant par les producteurs, mais dont la relation va être traitée différemment qu'un autre couple hétérosexuel (par exemple en bénéficiant de moins de scènes, de signes d'affection, etc). Cependant, le queerbaiting n'est dans ce cas pas associé à un manque de représentation LGBT, mais à une mauvaise représentation.
- Lorsqu'il est utilisé par des fans hétérosexuels dont l'intention n'est pas de combattre l'homophobie mais de fétichiser les relations homosexuelles en souhaitant voir plus de contenus explicites, une fétichisation considérée comme autant homophobe que le queerbaiting.

Nordin conclut néanmoins que si le queerbaiting est seulement une question de subjectivité du spectateur alors toute interprétation du texte est valide, chacune pouvant être réfutée par l'inverse, mais que « la véritable question est alors de savoir qui a le pouvoir d'exprimer et de répandre son interprétation. »
Le concept du queerbaiting soulève donc des questions sur le contexte, la compréhension et l'interprétation d'une œuvre et la place actuelle de la communauté LGBT dans les médias.

## Exemples
De nombreuses séries ont été accusées de queerbaiting, par exemple Sherlock,, Supernatural,, Supergirl, Riverdale, ou encore Once Upon a Time ainsi que Les 100.